# Matoua
Ne doit pas être confondu avec Matua.
Matoua (en russe : Матуа Mátua, en japonais : 松輪島 Matsuwa-tō) est une île volcanique inhabitée de l’archipel des îles Kouriles, appartenant à la Russie.
Son sommet est un volcan actif culminant à 1 446 m, le Sarytchev.

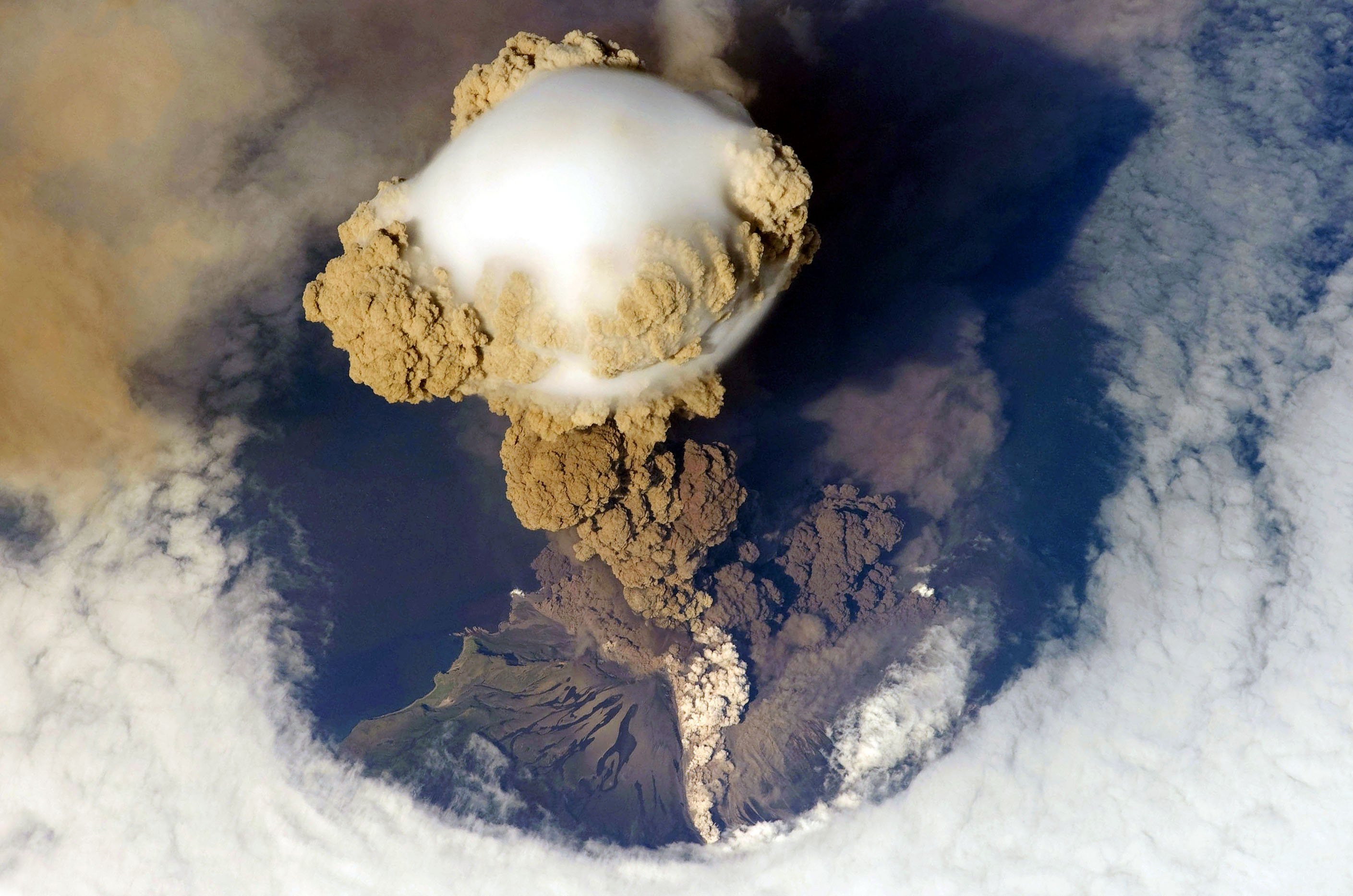
Le Sarytchev en éruption

En 2021, la Russie a déployé un dispositif de missiles côtiers Bastion, d'une portée de 500 km sur l'île. Le même système a été déployé sur Paramouchir en 2022.

### Webographie
- Notice dans un dictionnaire ou une encyclopédie généraliste :   - Gran Enciclopèdia Catalana
- Notices d'autorité :   - VIAF